# Откриване на Америка
Откриването на Америка е събитие, в резултат на което жителите на Стария свят узнават за съществуването на Новия свят – Америка, съставена от два континента.

## Експедиции на Христофор Колумб
В периода между 1492 и 1504 Христофор Колумб предприема четири изследователски експедиции по указ на испанския крал.
- Първа експедиция (1492 – 1493)
- Втора експедиция (1493 – 1496)
- Трета експедиция (1498 – 1499)
- Четвърта експедиция (1502 – 1504)

## Европейска колонизация
Първото испанско селище на американска земя е Ла Исабела на остров Испаньола. То скоро е напуснато в полза на основания през 1496 Санто Доминго на испански: Santo Domingo de Guzmán, който е най-старият американски град, основан от европейци. Той става база на испанската монархия, от която тя администрира своите колонии. На континента важна роля игра град Панама на тихоокеанския бряг на Централна Америка, основан през 1519, който е изходна точка за испанското завоюване на Южна Америка.
Европейските заселници усвояват от коренното население нови земеделски умения и откриват непознати за тях култури като царевицата, тиквата, фасула, доматите, чушките и картофите. Самите те пренасят в новооткритите земи захарната тръстика, бананите, едрия рогат добитък и най-важното – конете. Отначало местните племена имат приятелско отношение към белите и им помагат да оцелеят. Впоследствие обаче индианците са прогонени от плодородните земи и подложени на изтребление. Много от тях стават жертва на пренесени от европейците болести, които стават причина за измирането на голям брой местни жители. Сривът на населението на коренните американци достига връх около средата на 16 век, често преди контакт с новодошлите. Пристигането на заселници често е в рамките на опити за основаване на колонии, ръководени от държавите, като водещи в колонизацията на Новия свят са Англия, Испания, Франция, Португалия. Миграцията на хора продължава, като тук намират убежище бегълци от религиозно преследване или от икономически несгоди. Освен доброволно пристигналите, в Америка са транспортирани по принуда милиони роби, затворници и наемни работници.
Докато испанците и португалците колонизират Южна и Централна Америка с походите на конкистадори, другите европейски морски сили се надпреварват за териториите на Северна Америка. Французите заемат позиции по поречието на река Сейнт Лорънс и около Големите езера, а в днешните канадски земи е основана колонията Нова Франция. Поречието на река Мисисипи също е обявено за френско владение, което нарича Френска Луизиана. Днешна Флорида става испанска, а плаванията на Хенри Хъдсън под холандски флаг трасират пътя на холандците за колонизиране на залива Чесапийк и устието на реката, по-късно наречена Хъдсън. Англичаните се появяват последни през 16 век, но постепенно и систематично разширяват американските си владения, докато в средата на 17 век заемат водещата роля в колонизацията на Северна Америка със своите Тринадесет колонии.

## Хронологични таблици
- Хронологична таблица за откриване и изследване на Северна Америка (X - XVII в.)
- Хронологична таблица за откриване и изследване на Северна Америка (XVIII в.)
- Хронологична таблица за откриване и изследване на Северна Америка (XIX в.)
- Хронологична таблица за откриване и изследване на Северна Америка (XX в.)